# Sonate K. 266
La sonate K. 266 (F.214/L.48) en si bémol majeur est une œuvre pour clavier du compositeur italien Domenico Scarlatti.

## Présentation
La sonate K. 266, en si bémol majeur, notée Andante, forme une paire avec la sonate suivante. La première est à deux voix et la seconde à trois.
Comme la plupart des sonates en mode majeur du volume de Parme, Scarlatti persiste un certain temps en mineur, comme si c'était le ton central, de sorte que le retour au majeur, à la fin de la sonate, agit comme une sorte de « surprise ».

## Manuscrits
Le manuscrit principal est le premier numéro du volume V (Ms. 9776) de Venise (1753), copié pour Maria Barbara ; les autres sont Parme VII 4 (Ms. A. G. 31412), Münster IV 9 (Sant Hs 3967) et Vienne B 9 (VII 28011 B). Une copie figure à Cambridge, manuscrit Fitzwilliam (1772), ms. 32 F 12 (no 19).

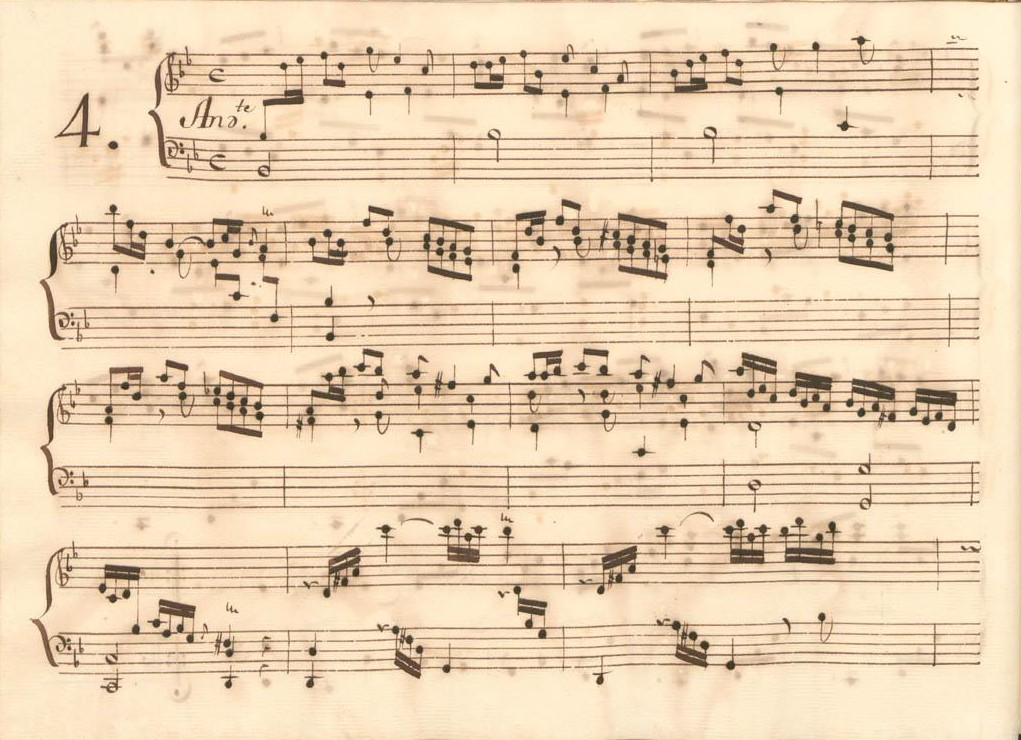
Parme VII 4.
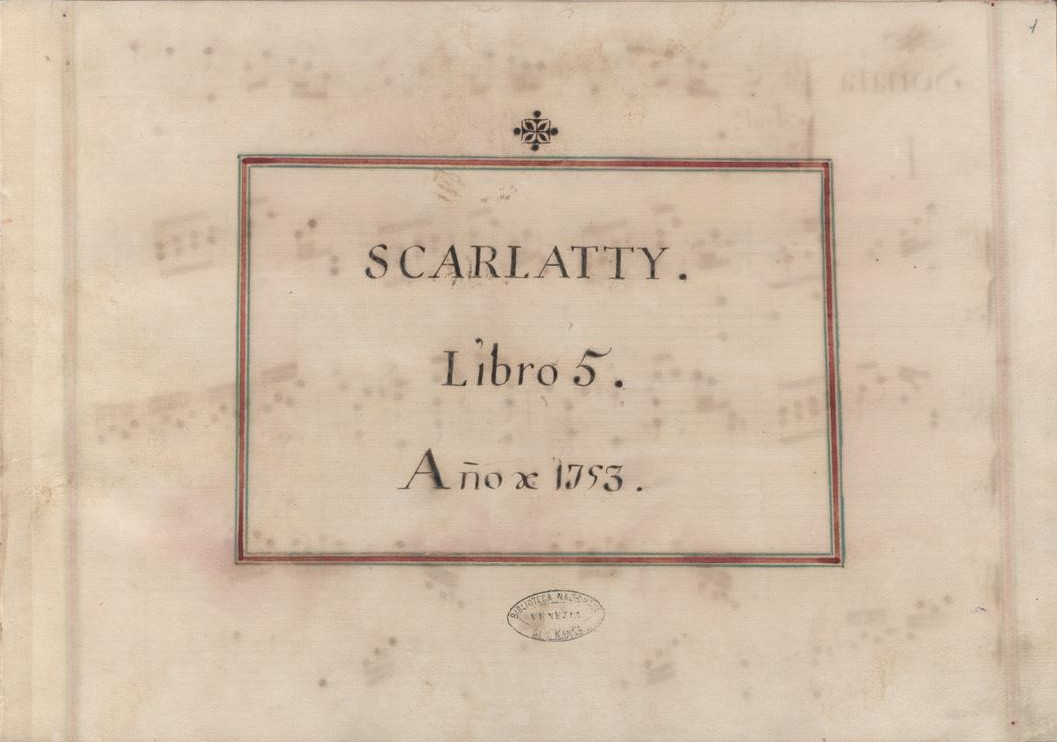
Venise V. Page de titre portant la date de la copie, 1753.
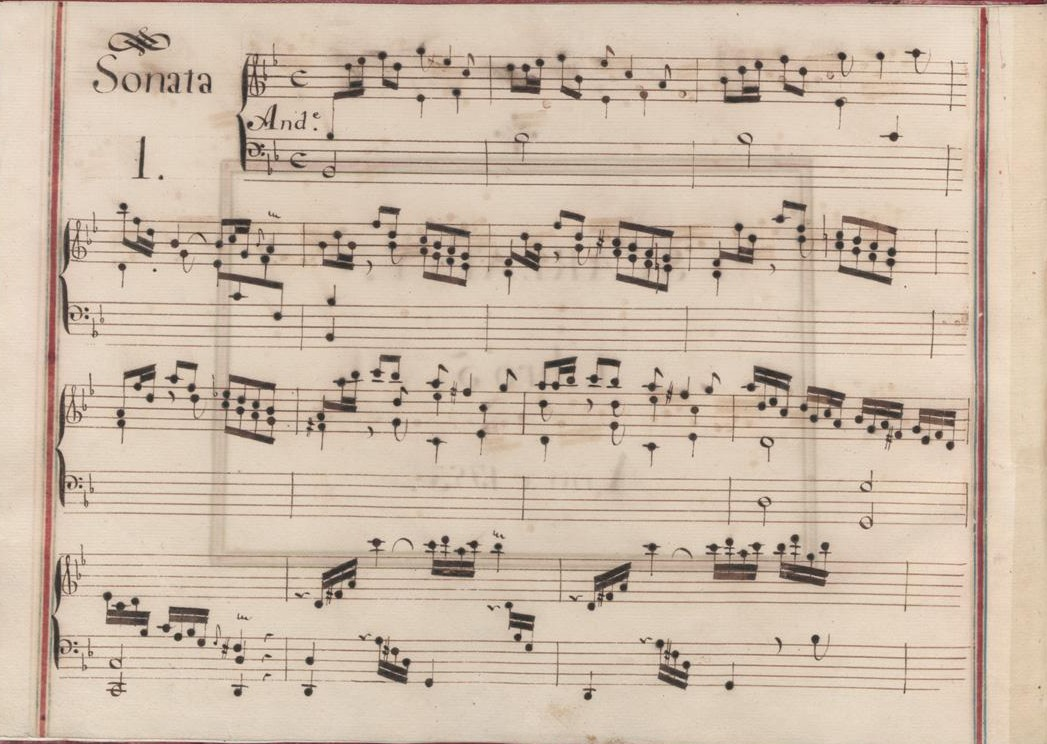
Venise V 1.
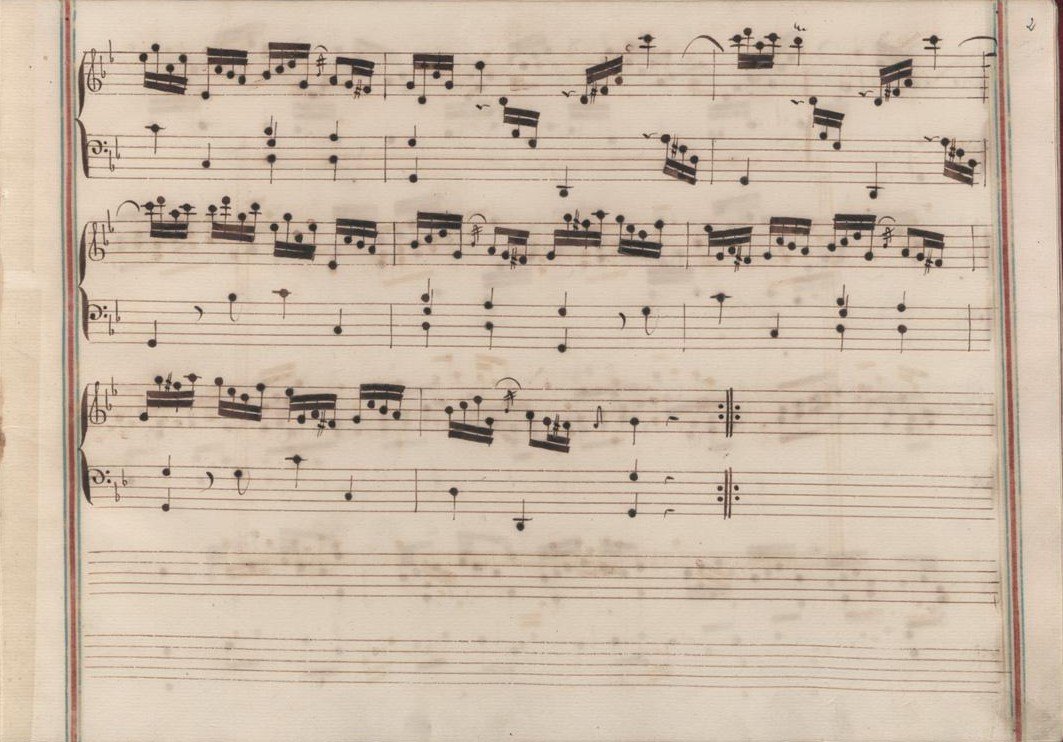
Venise V 1 (fin de la première section).
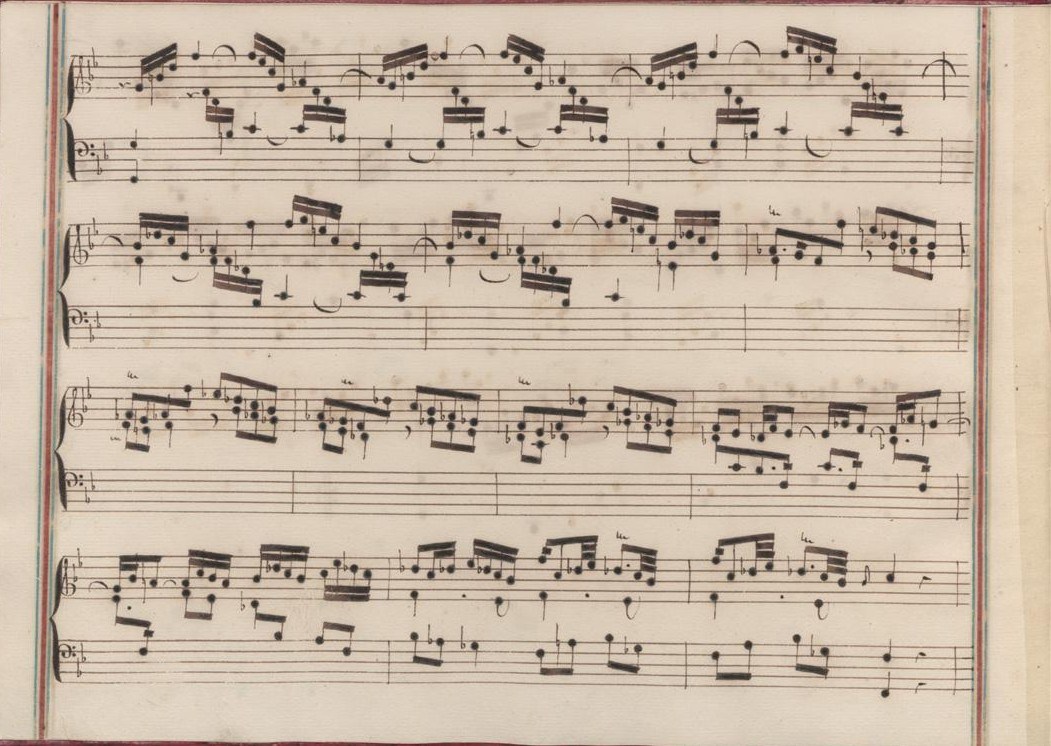
Venise V 1 (début de la seconde section).
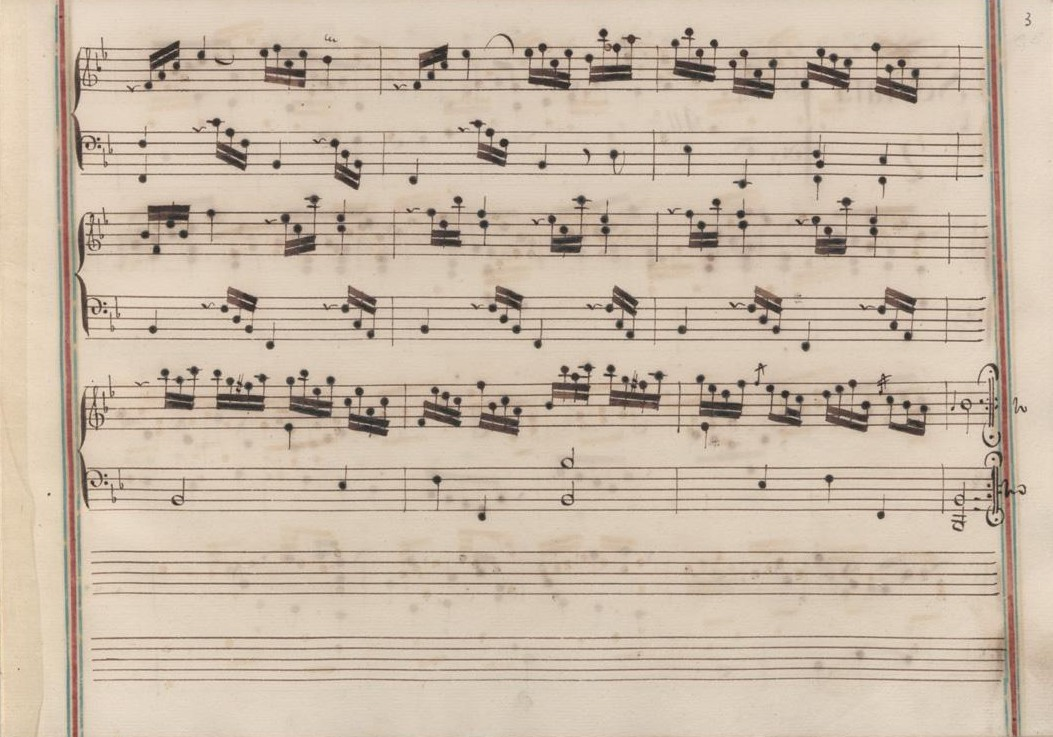
Venise V 1 (fin de la sonate).

## Interprètes
La sonate K. 266 est défendue au piano, notamment par Nikolaï Demidenko (1999, Sanctus Recordings), Benjamin Frith (1999, Naxos, vol. 5), Carlo Grante (2012, Music & Arts, vol. 3) et Andrea Molteni (2021, Piano Classics) ; au clavecin par Luciano Sgrizzi (1979, Erato), Scott Ross (1985, Erato), Richard Lester (2002, Nimbus, vol. 2) et Pieter-Jan Belder (Brilliant Classics, vol. 6). Agnès Gillieron l'interprète sur piano-forte, copie d’Anton Walter de 1785 (1985, Calliope).

## Sources
: document utilisé comme source pour la rédaction de cet article.
- Ralph Kirkpatrick (trad. de l'anglais par Dennis Collins), Domenico Scarlatti, Paris, Lattès, coll. « Musique et Musiciens », 1982 (1re éd. 1953 (en)), 493 p. (ISBN 978-2-7096-0118-4, OCLC 954954205, BNF 34689181).
- Alain de Chambure, « Domenico Scarlatti : Intégrale des sonates — Scott Ross », Erato (2564-62092-2), 1985 (OCLC 891183737) .
- (en) Carlo Grante, « Domenico Scarlatti, intégrale des sonates pour clavier (vol. 3) », Music & Arts (CD-1292), 2013 (OCLC 907929504) .
- (es) Celestino Yáñez Navarro (thèse), Nuevas aportaciones para el estudio de las sonatas de Domenico Scarlatti. Los manuscritos del Archivo de Música de las Catedrales de Zaragoza, Université autonome de Barcelone, 2016 (lire en ligne)